# Eduard Hüttinger
Eduard Hüttinger (* 6. Januar 1926 in Winterthur; † 14. August 1998 in Zürich) war ein schweizerischer Kunsthistoriker. 

## Leben und Werk
Hüttinger wurde als Sohn des Pfarrers Walther Hüttinger und seiner Frau Maria (geb. Schudel) geboren. Er studierte Kunstgeschichte an der Universität Zürich und wurde dort 1952 mit einer Dissertation über die  Bilderzyklen Jacopo Tintorettos in der Scuola di S. Rocco zu Venedig zum Dr. phil. promoviert. 1963 habilitierte er sich mit einer Arbeit zum Barock-Bildhauer Francesco Pianta.
Von 1955 bis 1965 arbeitete er als Konservator am Kunsthaus Zürich. Von 1963 bis 1966 war er Privatdozent und Assistenzprofessor an der Universität Zürich, bevor er von 1966 bis 1969 – als Nachfolger von Walter Paatz – ordentlicher Professor an der Universität Heidelberg wurde. 1969 kehrte er in die Schweiz zurück, wo er an der Universität Bern als Nachfolger von Hans Robert Hahnloser den Lehrstuhl für Kunstgeschichte der Neuzeit übernahm und Vorsteher des Kunsthistorischen Seminars  war. 1991 wurde Hüttinger emeritiert. 
Hüttinger bekleidete zahlreiche Ehrenämter. Von 1963 bis 1982 war er Mitglied der Publikationskommission des Schweizerischen Instituts für Kunstwissenschaft und dort von 1982 bis 1992 Mitglied des Stiftungsausschusses. Von 1970 bis 1981 gehörte er dem Stiftungsrat von Pro Helvetia an. Von 1970 bis 1991 engagierte er sich als Mitglied der Berner Museumskommission. 
Hüttinger war Verfasser zahlreicher Schriften zur Kunst von der Renaissance bis zur Gegenwart. Sein Schwergewicht legte er auf die italienische Renaissancemalerei, die Motiv- und Rezeptionsforschung, sowie die historische Entwicklung und Methoden der Kunstgeschichte. Seine Witwe Annette Bühler vermachte einen grossen Teil der Bibliothek ihres Mannes 1999 dem Schweizerischen Institut für Kunstwissenschaft. Seit 2006 ist sie als Bibliothek Prof. Eduard Hüttinger zugänglich. Die Bibliothek wird laufend mit aktueller Literatur erweitert und hat einen Bestand von 11.537 Bänden (Stand 2021).

## Schriften (Auswahl)
- Porträts und Profile – Zur Geschichte der Kunstgeschichte. Erker, St. Gallen 1992, ISBN 978-3-90554622-4. (Mit Werkverzeichnis)
- Licht und Farbe.  Zur Kunstgeschichte Italiens. Hatje, Zürich 2001, ISBN 978-3-908196-08-2. (Mit Kurzbiografie und Werkverzeichnis)
- Max Bill. abc Verlag, Zürich 1977, ISBN 3-85504-043-5.